# Hornköpfchen
Die Pflanzengattung Ceratocephala, auf Deutsch  Hornköpfchen, ist eine relativ artenarme Gattung der Familie der Hahnenfußgewächse (Ranunculaceae). Die natürlichen Verbreitungsgebiete der drei bis vier anerkannten Ceratocephala-Arten liegen in Eurasien, Nordafrika und Neuseeland.

## Beschreibung

### Erscheinungsbild und Laubblätter
Ceratocephala-Arten sind kleinwüchsige, flockig behaarte einjährige Kräuter. Die Laubblätter sind grundständig und mehrfach dreiteilig eingeschnitten. Die schaftartigen Stängel tragen keine Laubblätter, sondern jeweils eine Blüte.

### Blüten
Die Blüten sind radiärsymmetrisch und besitzen fünf Kelchblätter und meist ebenfalls fünf, manchmal nur vier oder drei Kronblätter. Letztere sind gelb und meistens etwas länger als die Kelchblätter, manchmal nur ungefähr so lang wie diese. Es sind einige bis viele Staubblätter vorhanden. 
Die zahlreich vorhandenen Fruchtblätter laufen in eine lange Spitze aus und tragen einen geraden Griffel.

### Früchte und Samen
Die Balgfrüchte stehen zusammen in einem elliptischen bis zylindrischen Köpfchen, das durch die Vergrößerung des Blütenbodens nach dem Blühen entsteht. Die Früchte besitzen ein dickes Perikarp und einen langen Schnabel, der oft etwas nach oben gebogen ist. Die reifen Einzelfrüchtchen lösen sich nicht vom Blütenboden, somit kann ganze Einheit als Klettfrucht bezeichnet werden.

### Chromosomen
Die Chromosomengrundzahl beträgt x = 7.

## Systematik und Verbreitung
Die Gattung Ceratocephala wurde 1794 durch Conrad Moench in Methodus plantas horti botanici et agri Marburgensis, S. 218 aufgestellt. Gelegentlich werden die Arten in eine weit gefasste Gattung Ranunculus einbezogen (bspw. bei Plants of the world online, jedoch ist die Eigenständigkeit von Ceratocephala auch im Licht neuer molekularphylogenetischer Befunde gut begründbar.
Die Gattung Ceratocephala umfasst mindestens drei anerkannte Arten:
- Geradfrüchtiges Hornköpfchen (Ceratocephala orthoceras DC.): Von dieser in Deutschland nicht einheimischen eurasiatischen Art sind in Baden-Württemberg Vorkommen mit Einbürgerungstendenz bekannt.[6]
- Sichelfrüchtiges Hornköpfchen (Ceratocephala falcata (L.) Cramer): Diese eurasiatische Art war früher in Deutschland und Österreich eingebürgert, ist mittlerweile jedoch ausgestorben oder tritt nur noch unbeständig auf.[6][5]
- Ceratocephala pungens Garnock-Jones: Diese erst 1984 beschriebene Art kommt in Neuseeland vor.